# Idrijske Krnice
Idrijske Krnice este o localitate din comuna Idrija, Slovenia, cu o populație de 141 de locuitori.